# Scutellospora arenicola
Scutellospora arenicola är en svampart som beskrevs av Koske & Halvorson 1990. Scutellospora arenicola ingår i släktet Scutellospora och familjen Gigasporaceae.   Inga underarter finns listade i Catalogue of Life.